# 티케 (행성)

오르트 구름과 카이퍼 대의 모습.

티케(영어: Tyche)는 태양계의 오르트 구름에 있다고 여겨지는 가상의 목성형 행성이다. 티케가 존재한다는 추측은 1999년 존 머티지, 패트릭 위트맨, 다이넬 위트머가 처음 제기하였고, 티케가 존재한다는 증거로서 장주기 혜성들의 궤도가 편향되어 있다는 것을 들었다. 그 이후, 머티지와 위트머는 혜성 자료를 재검토하였고 만약 티케가 존재한다면 NASA의 WISE 망원경에 감지될 것이라고 하였다. 2014년, NASA는 티케가 존재할 가능성을 찾을 수 없었고, 따라서 티케가 존재하지 않는다는 결론을 내렸다.

## 역사
머티지, 위트머, 위트맨은 1999년 장주기 혜성의 궤도가 흩뿌려진 모습이 등방성을 띄고 있다는 관측 자료를 근거로 하여 처음으로 티케의 존재를 제기하였다. 혜성은 휘발성 성분으로 이루어져 있고 시간이 지남에 따라 소멸되며, 하늘에서 무작위적인 방향으로 날아오기 때문에 천문학자들은 수천 천문단위 바깥에 혜성으로 이루어진 구(오르트 구름)에서 장주기 혜성이 올 것이라고 추정하고 있었다. 하지만 머티지와 위트머는 혜성이 무작위적인 방향에서 날아온다고 여겨지지만 사실 특정 지역에서 날아오므로 혜성들은 띠 형태의 뭉친 지역에서 날아올 것이라고 얘기하였고, 이러한 뭉친 대역은 오르트 구름 바깥에 목성만한 보이지 않는 행성(갈색 왜성등)이 존재하면 설명할 수 있다고 하였다. 또한 행성의 존재를 통하여 해왕성 바깥 천체 90377 세드나의 특이한 궤도 또한 설명할 수 있다고 하였다. 하지만 분석 표본이었던 오르트 구름발(發) 혜성들의 숫자는 적었고, 이론을 결정적으로 뒷받침하지 못했다.

## 궤도
머티지와 위트머는 티케의 궤도가 태양으로부터 15,000 AU(1광년의 4분의 1 정도), 해왕성의 궤도보다 500배가량 먼 궤도를 돌 것이라고 추정하였다. 이 거리는 50,000 AU까지 뻗어 있는 오르트 구름 내부에 그럭저럭 포함된다. 티케의 공전 주기는 1800만 년으로 추정되었다. IRAS의 탐색 결과, 목성 질량의 5배 정도 되는 행성이 존재하려면 태양으로부터의 거리가 10,000 AU보다 멀어야 가능한 것으로 들어났다. 티코는 황도면과 일치하지 않는 궤도를 도는 것으로 보이고, 따라서 형성 과정에서 넓은 이원 궤도를 돌았을 가능성이 있으며, 이원 궤도는 별 형성 초기에 산개성단이 해체될 즈음 생겨났을 수 있다.

## 질량

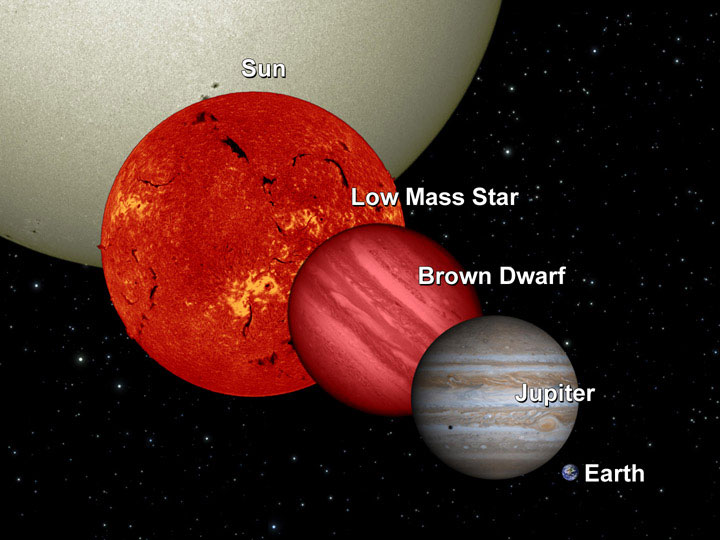
태양, 적색왜성, 갈색왜성, 목성과 지구의 부피 비교.

2011년, 위트머와 머티지는 가상의 행성이 목성보다 질량이 4배가량 크고, 켈빈-헬름홀츠 기작으로 인하여 표면 온도는 약 200 K일 것이라고 추산하였다. 하지만 티케의 질량은 목성보다 질량이 13배 이상 커야 일어나는 핵융합 반응이 일어나기에는 질량이 적다. 티케가 목성보다 질량이 크지만, 티케의 크기는 축퇴 현상에 의하여 목성과 비슷할 것으로 생각된다(따라서 밀도는 목성보다 높다).

## 이름의 유래
티케(Τύχη→"부" 또는 "운")는 그리스 신화의 운과 번영의 신이다. 티케는 원래  네메시스의 "좋은 자매"의 이름으로, 티케라는 이름은 또 다른 가상의 천체(항성) 네메시스와의 이름 충돌을 피하기 위하여 지어졌다. 티케라는 이름은 캘리포니아 공과대학의 데이비드 키프패트릭이 처음 사용하였다.

## WISE 탐사
광역적외선탐사위성 우주 망원경은 위트머와 머티지가 티케가 있을 것으로 추정한 지역에 대한 탐사를 진행하였다. 2012년 3월 13일, WISE 탐사에 대한 첫 번째 목록이 출판되었고, 두 번째 탐사에 대한 목록은 2013년 말에 출판되었다. 2014년 3월 7일, NASA는 토성 크기의 천체가 10,000 AU 이내에, 또 목성 크기의 천체가 26,000 AU 내에 있을 가능성이 WISE 탐사를 통하여 배제되었다고 밝혔다.

## 같이 보기
- 켈빈-헬름홀츠 기작
- 네메시스 (항성)
- 제9행성